# Rhycherus filamentosus
Rhycherus filamentosus är en fiskart som först beskrevs av François Louis Nompar de Caumont de Laporte 1872.  Rhycherus filamentosus ingår i släktet Rhycherus och familjen Antennariidae. Inga underarter finns listade i Catalogue of Life.